# Chiostri di San Giovanni a Carbonara
I chiostri di San Giovanni a Carbonara sono tre chiostri monumentali appartenenti alla chiesa di San Giovanni a Carbonara di Napoli.
I chiostri sono:
- chiostro di Ladislao (1343);
- chiostro della Porteria (1513);
- chiostro Nuovo (1570).

Dalla metà del XVIII secolo gli stessi hanno iniziato a perdere la loro funzione conventuale venendo destinati ad uso diversi.

## Storia e descrizione
La costruzione del primo chiostro risale al XIV secolo grazie alla devozione di un nobile del sedile di Capuana, Gualtiero Galeota, che donò ai frati alcune abitazioni e un orto vicino al monastero di San Sossio, all'interno della zona chiamata carboneta, destinata cioè alla raccolta di rifiuti inceneriti, affinché innalzassero un convento. La morte improvvisa di frate Dionigi, direttore e amministratore delle spese dei lavori, causò l'interruzione dei lavori. Il nuovo re, Ladislao, si dimostrò quindi generoso verso i frati e fece erigere un nuovo chiostro vicino al preesistente: il chiostro prese il nome del re, infatti venne chiamato chiostro di Ladislao. Lungo le pareti si conserva ancora un affresco quattrocentesco sulla Natività di ignoto autore.
Il monastero era meta di regnanti e intellettuali della città. La regina Giovanna II era solita elargire ingenti offerte ai frati e da un manoscritto si rileva che durante l'occupazione francese il re Carlo VIII, non fidandosi del popolo, si rifugiasse nel convento. Nel chiostro si riunivano, durante il Rinascimento, Giovanni Pontano, Chariteo e Jacopo Sannazaro. Ristrutturato e ampliato nel 1513 grazie all'intervento della nobildonna Ciancia Caracciolo, che donò circa mille ducati, il complesso fu munito di un ulteriore chiostro, chiamato il chiostro della Porteria, poiché era situato vicino all'ingresso. Nel 1570, su ordine del cardinale Girolamo Seripando, venne eretto ancora un chiostro a pianta rettangolare, il terzo ed ultimo del complesso agostiniano, chiamato chiostro Nuovo; inoltre, il cardinale vi fondò una biblioteca, attiva fino al 1729, anno in cui molti manoscritti e codici in greco e latino vennero trasportati a Vienna mentre altri testi rimanenti vennero distrutti durante l'occupazione francese (le opere superstiti trovarono invece conservazione al Museo nazionale di Capodimonte).
Dalla metà del XVIII secolo circa i chiostri hanno mutato la loro destinazione d'uso, ospitando nel periodo borbonico la scuola militare, un collegio destinato ai figli dei militari distintisi per le loro azioni, poi accogliendo due reggimenti di fanteria e in seguito il Reggimento Real Marina, fino a divenne dopo l'Unità d'Italia una caserma militare (la caserma Garibaldi).
Il chiostro Nuovo e parte degli altri due sono divenuti nella seconda metà del Novecento sede degli uffici giudiziari di Napoli.